# 1,3-BAC
1,3 BAC hay trong hoá học là 1,3-bis (aminometyl) xiclohexan là một phân tử hữu cơ thuộc phân lớp xicloaliphatic amin. Chất này có Số đăng ký CAS là 2579-20-6. Công dụng chính của chất này là làm chất đóng rắn nhựa epoxy.

## Sản xuất
Chất này đã được sản xuất thương mại như một phần của hỗn hợp với dẫn xuất 1,4. Con đường sản xuất chính là bằng cách xúc tác hydro hóa m-Xylylenediamine thường được gọi là MXDA.

## Sử dụng
Giống như hầu hết các amin, nó có thể được sử dụng như một chất đóng rắn epoxy. Tuy nhiên, sự hiện diện của nhóm amin trong chất này cũng có nghĩa là nó có thể được sử dụng trong hóa học polyurethane bằng cách phản ứng với isocyanat, tạo ra một polyurea sẽ được tạo ra. Chất này cũng có thể được phản ứng với phosgene (phosgenation) để tạo ra isocyanate.